# Huolongjing

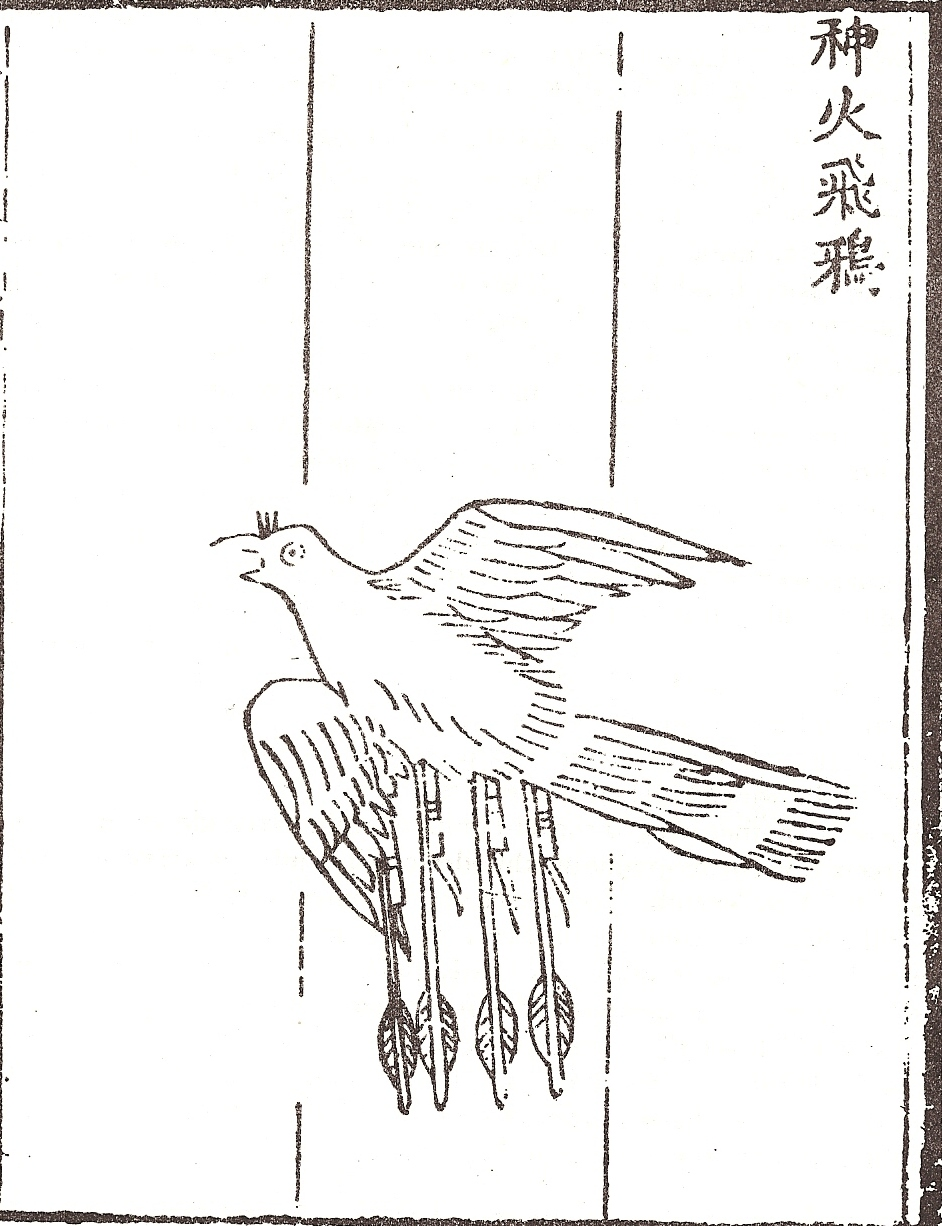
O corvo voador com fogo mágico, uma bomba em forma de asas impulsionada por foguetes, ilustrada no Huolongjing

O Huolongjing (chinês tradicional: 火龍經, chinês simplificado: 火龙经, pinyin: Huǒ Lóng Jīng; Wade-Giles: Huo Lung Ching; traduzido para o inglês como Fire Drake Manual; em inglês moderno, Fire Dragon Manual), é um tratado militar do século XIV que foi compilado e editado por Jiao Yu e Liu Ji da antiga Dinastia Mingue (1368–1644) na China.

## Ligações Externas
- Chinese Fire Arrows
- The History of Early Fireworks and Fire Arrows
- Gunpowder and Firearms in China